# Alexander Olbricht
Alexander Gustav Georg Olbricht, né le 6 juin 1876 à Breslau (maintenant Wrocław) et mort le 11 novembre 1942 à Weimar, est un peintre allemand.

## Biographie
Alexander Gustav Georg Olbrich est né le 6 juin 1876 à Breslau. Il est le fils de Gustav Olbricht. Il a étudié sous Christian Ernst Morgenstern à l'académie d'art de Munich et avec Theodor Hagen à l'école d'art de Weimar, ville où il a travaillé et enseigné.